# Wolrad I. (Waldeck)
Wolrad I. von Waldeck (* um 1399; † nach dem 1. Februar 1475) war ein Sohn des Grafen Heinrich VII. von Waldeck und dessen Frau Margareta von Nassau-Wiesbaden-Idstein, Tochter von Walram. Er folgte seinem Vater als regierender Graf von Waldeck zu Waldeck im Jahre 1442 – ob vor oder nach dem Tod seines Vaters ist noch nicht nachgewiesen. (Das Haus Waldeck war seit 1397 in eine ältere Linie zu Landau und eine jüngere Linie zu Waldeck geteilt.) Seinen Taufnamen hatte er nach seinem Großvater mütterlicherseits, und er war somit der erste dieses Namens im waldeckischen Grafenhaus.

## Leben
Schon vor seinem Regierungsantritt wurde Wolrad am 19. Mai 1434 von dem Mainzer Erzbischof Konrad III. zum obersten Amtmann und Landvogt über die mainzischen Städte und Burgen Amöneburg, Battenberg, Neustadt, Rosenthal, Hausen (Knüllwald), Fritzlar, Jesberg, Hofgeismar, Naumburg, Wetter und Rhoden (Diemelstadt) u. a. und die dazugehörigen Dörfer und Gerichte bestellt. Nach ihm trat jedoch bereits 1438 sein Schwager, Graf Johann II. von Ziegenhain, in diese Ämter und schon 1439 Landgraf Ludwig I. von Landgrafschaft Hessen.
Nach Wolrads Tod folgte ihm sein Sohn Philipp I. als Graf von Waldeck zu Waldeck. Als dieser noch im gleichen Jahr 1475 starb, wurde Philipps Bruder Philipp II. Regent für Philipps I. noch unmündigen Sohn Heinrich VIII. 1486 teilten sich Heinrich VIII. und Philipp II. die Grafschaft: Heinrich VIII. bekam die südliche Hälfte Waldeck-Wildungen, während Philipp II. den nördlichen Teil Waldeck-Eisenberg erhielt.

## Familie
Wolrad heiratete im März 1440 Barbara von Wertheim, Tochter des Grafen Michael I. von Wertheim.  Beide traten in die Kalandsbruderschaft in Korbach ein.
Der Ehe entstammten folgende Kinder
- Philipp I. (* 1445; † 1475), Graf von Waldeck zu Waldeck
- Philipp II. (* 3. März 1453; † 26. Oktober 1524), Domherr, 1475 als Vormund seines Neffen Heinrich VIII. Regent von Waldeck zu Waldeck, 1486 Graf von Waldeck-Eisenberg
- Elisabeth (* um 1455; † 15. März 1513), heiratete am 15. Oktober 1471 Herzog Albrecht II. von Braunschweig-Grubenhagen (1419–1485) und lebte nach dessen Tod auf der Alte Burg (Osterode)